# Lliga angolana d'hoquei sobre patins masculina
La Lliga angolana d'hoquei patins masculina és la competició nacional d'hoquei sobre patins de Angola. Es disputa des de 1978. I els major campió es el Atlético Petróleos Luanda, amb 15 títols.

## Historial
- 2018: CD Académica de Luanda
- 2017: CD Académica de Luanda
- 2016: CD 1º de Agosto
- 2015: CD 1º de Agosto
- 2014: CD Académica de Luanda
- 2013: CD Académica de Luanda
- 2012: CD Académica de Luanda
- 2011: GD Juventude de Viana
- 2010: CD Académica de Luanda
- 2009: CD Académica de Luanda
- 2008: GD Juventude de Viana
- 2007: GD Juventude de Viana
- 2006: GD Juventude de Viana
- 2005: Atlético Petróleos Luanda
- 2004: Atlético Petróleos Luanda
- 2003: Atlético Petróleos Luanda
- 2002: Atlético Petróleos Luanda
- 2001: Atlético Petróleos Luanda
- 2000: Atlético Petróleos Luanda
- 1999: Atlético Petróleos Luanda
- 1998: Atlético Petróleos Luanda
- 1997: GD ENAMA Viana
- 1996: GD ENAMA Viana
- 1995: GD ENAMA Viana
- 1994: Atlético Petróleos Luanda
- 1993: FC Luanda
- 1992: GD ENAMA Viana
- 1991: Leões de Luanda
- 1990: Leões de Luanda
- 1989: Leões de Luanda
- 1988: CD 1º de Agosto
- 1987: Sporting Clube Luanda
- 1986: Sporting Clube Luanda
- 1985: Sporting Clube Luanda
- 1984: Atlético Petróleos Luanda
- 1983: Sporting Clube Luanda
- 1982: Sporting Clube Luanda
- 1981: Sporting Clube Luanda
- 1980: Atlético Petróleos Luanda
- 1979: Hóquei Cassenda
- 1978: Atlético Petróleos Luanda

## Palmarès
- 12 títols: Atlético Petróleos Luanda
- 9 títols: Sporting Clube de Luanda
- 8 títols: GD Juventude de Viana
- 7 títols: CD Académica de Luanda
- 3 títols: CD 1º de Agosto
- 1 títol: FC Luanda i Hóquei Cassenda